# Audi A8 D4
Der Audi A8 D4 (interne Typbezeichnung 4H) ist ein Oberklassefahrzeug von Audi, das von 2010 bis 2017 hergestellt wurde und das Nachfolgemodell des Audi A8 D3 darstellt. Der Nachfolger, der Audi A8 D5 wurde auf der Internationalen Automobil-Ausstellung im September 2017 vorgestellt und ist seit Herbst 2017 im Handel.

## Modellgeschichte

### Allgemeines
Die dritte Generation des A8 (interne Typbezeichnung 4H) wurde am 30. November 2009 Ortszeit bzw. am 1. Dezember 2009 europäischer Zeit in Miami auf der Design Miami vorgestellt. Erstmals öffentlich zeigte Audi die dritte Generation der Oberklasselimousine formal auf der North American International Auto Show 2010. Drei Monate nach der Vorstellung kam das neue Modell auf den deutschen Markt.
Die Sportversion S8 wurde 2011 vorgestellt und hatte die formale Messepremiere auf der IAA 2011.
Im September 2013 wurde im Rahmen der im selben Jahr stattgefundenen IAA der überarbeitete A8 präsentiert.
Formal erstmals öffentlich präsentiert wurde der leistungsstärkere Audi S8 plus auf der IAA 2015.
2019 wurde im Rahmen der Sonderausstellung „25 Jahre RS“ im Audi Forum Neckarsulm das 2013 gebaute Prototypfahrzeug Audi RS8 gezeigt.

### Bauzeiten
- 2010 bis 2013: Audi A8 Typ D4/4H
- 2013 bis 2017: Audi A8 Typ D4/4H (Faceliftversion)

### Karosserie
Die Aluminiumkarosserie des D4 ist acht Zentimeter länger als die des Vorgängers. Die Version mit kurzem Radstand misst etwa 5,14 m, die mit langem Radstand etwa 5,27 m. Obwohl er schwerer ist als sein Vorgänger, ist der A8 im Vergleich zu den Modellen der Konkurrenten mit einem Gewicht von 1905 bis 2120 kg eines der leichtesten Modelle seiner Klasse, nur der Jaguar XJ ist noch leichter. Der Strömungswiderstandskoeffizient (cW) der Limousine mit dem 4,2-l-Ottomotor liegt bei 0,26, bei einer Stirnfläche von 2,41 m². Formal bleibt der Audi A8 beinahe unverändert, nur die ausgeprägte seitliche Tornadolinie ist neu. Der A8 D4 teilt sich nicht mehr die technische D-Plattform mit dem VW Phaeton und den Bentley-Modellen, sondern Audi verwendet den selbst entwickelten Modularen Längsbaukasten. Der Längsbaukasten erlaubt eine platzsparendere Bauweise – die Vorderachse des Audi wird um 15 Zentimeter weiter nach vorn gelagert. Daraus resultiert eine ebenfalls verbesserte Gewichtsverteilung.
Der Audi A8 D4 wurde ausschließlich als Limousine mit Stufenheck angeboten. Eine Kombiversion befand sich nicht im Lieferprogramm.

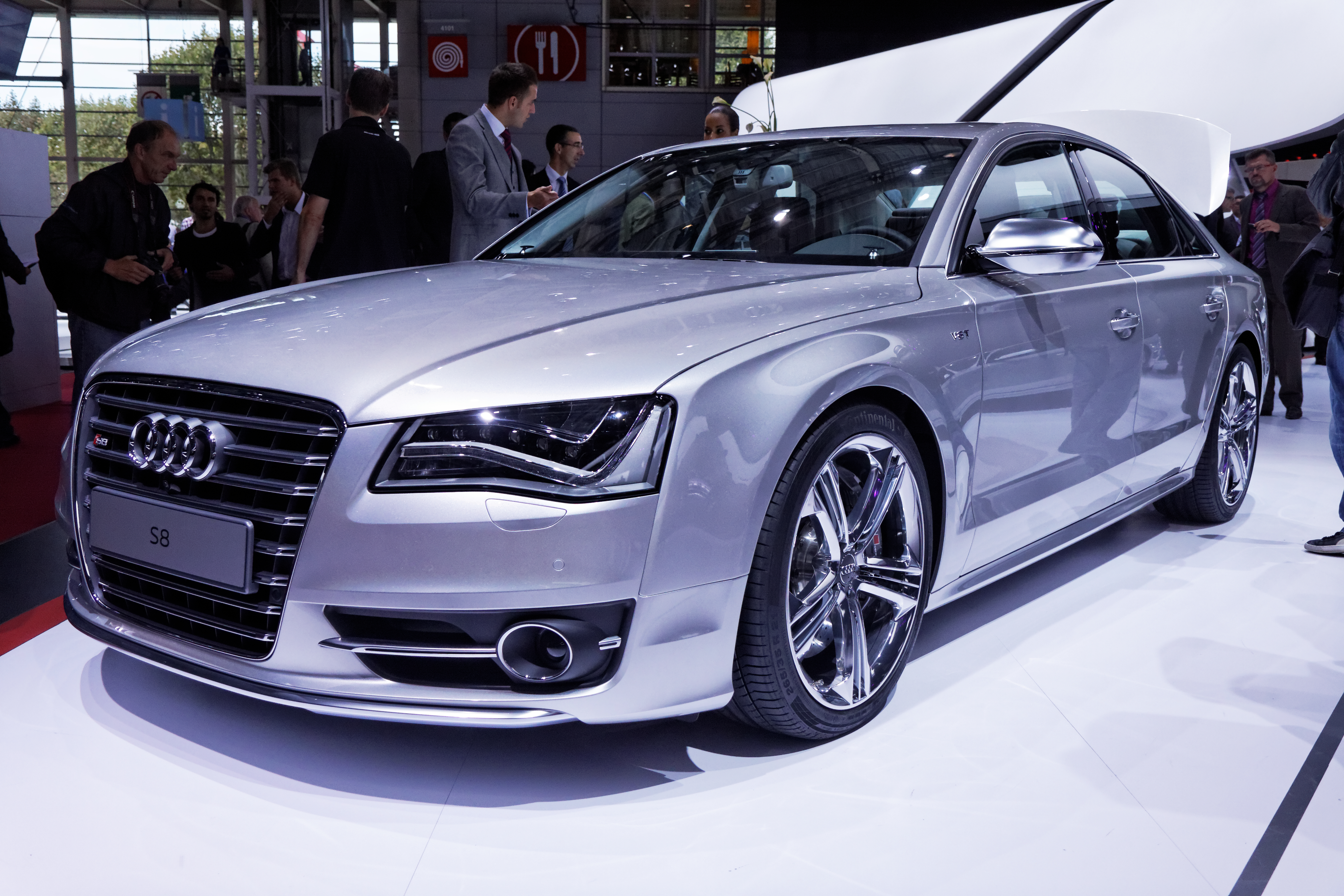
Audi A8 D4
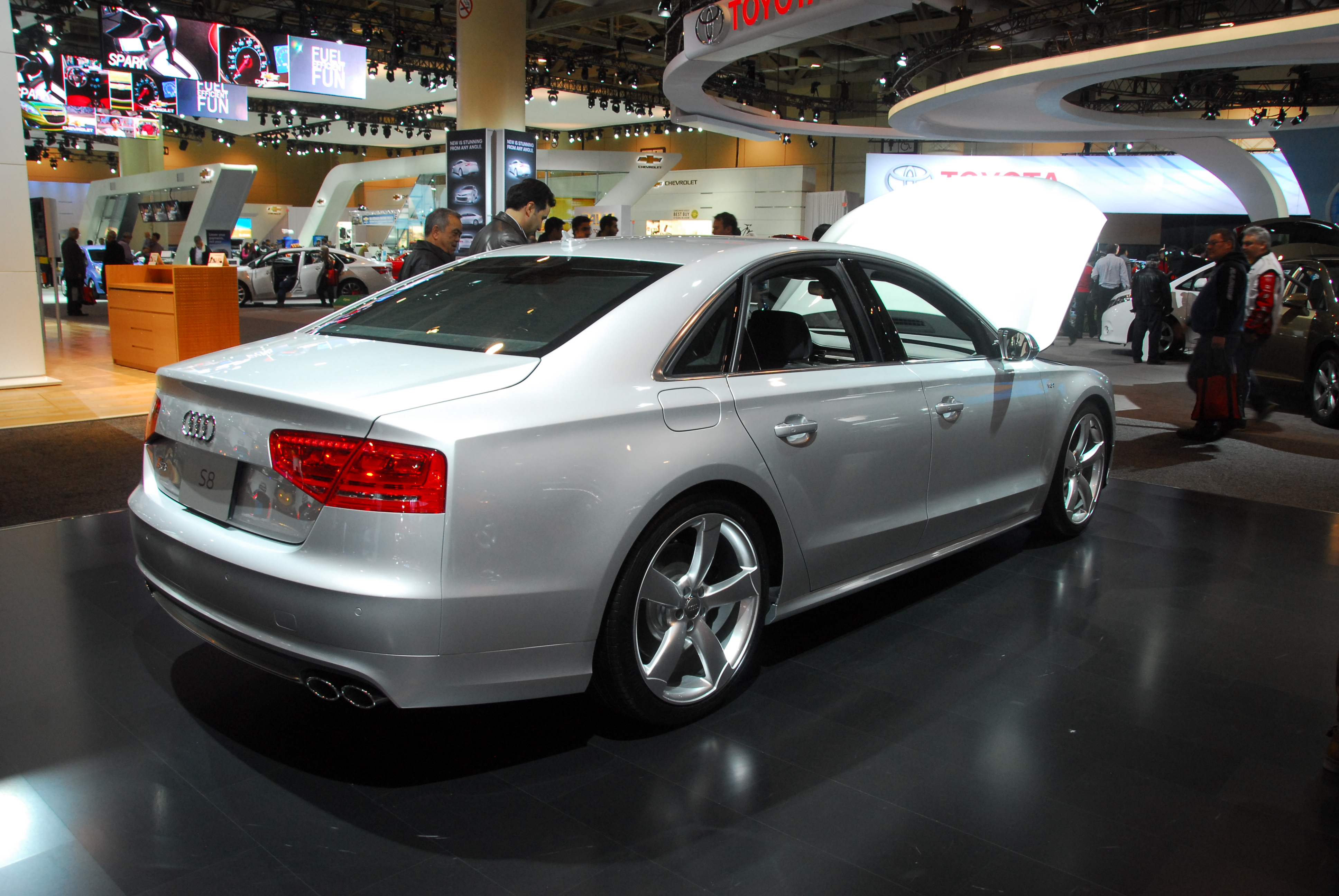
Heckansicht
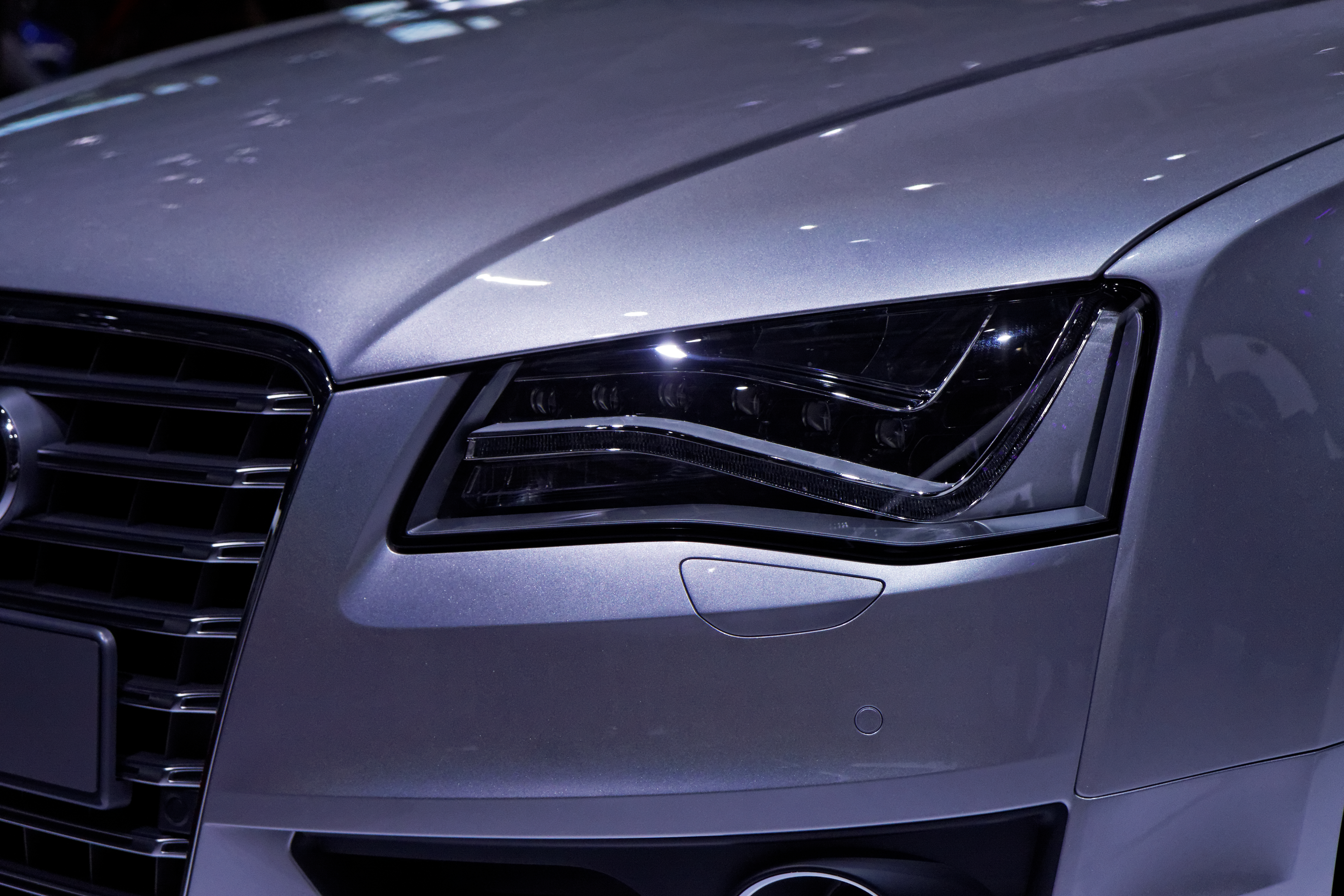
Detail
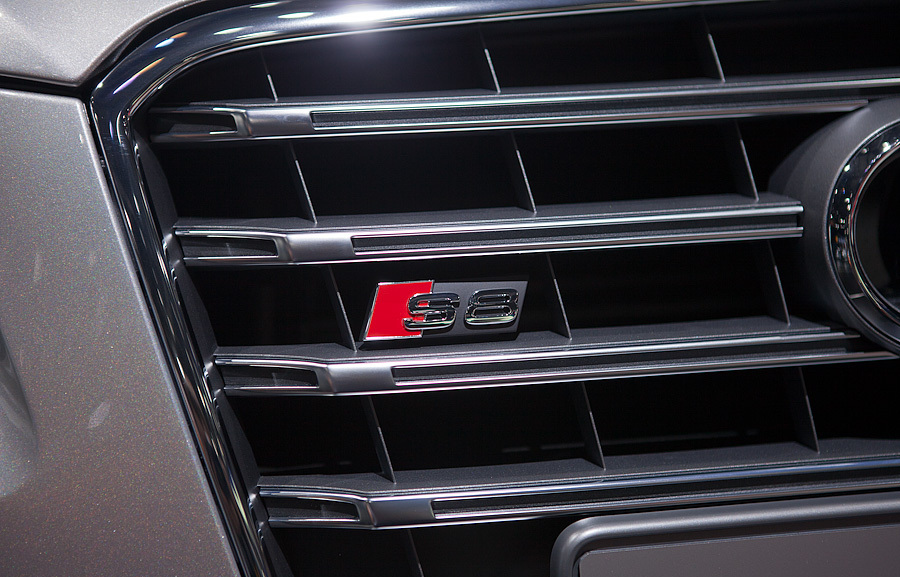
S8-Signet
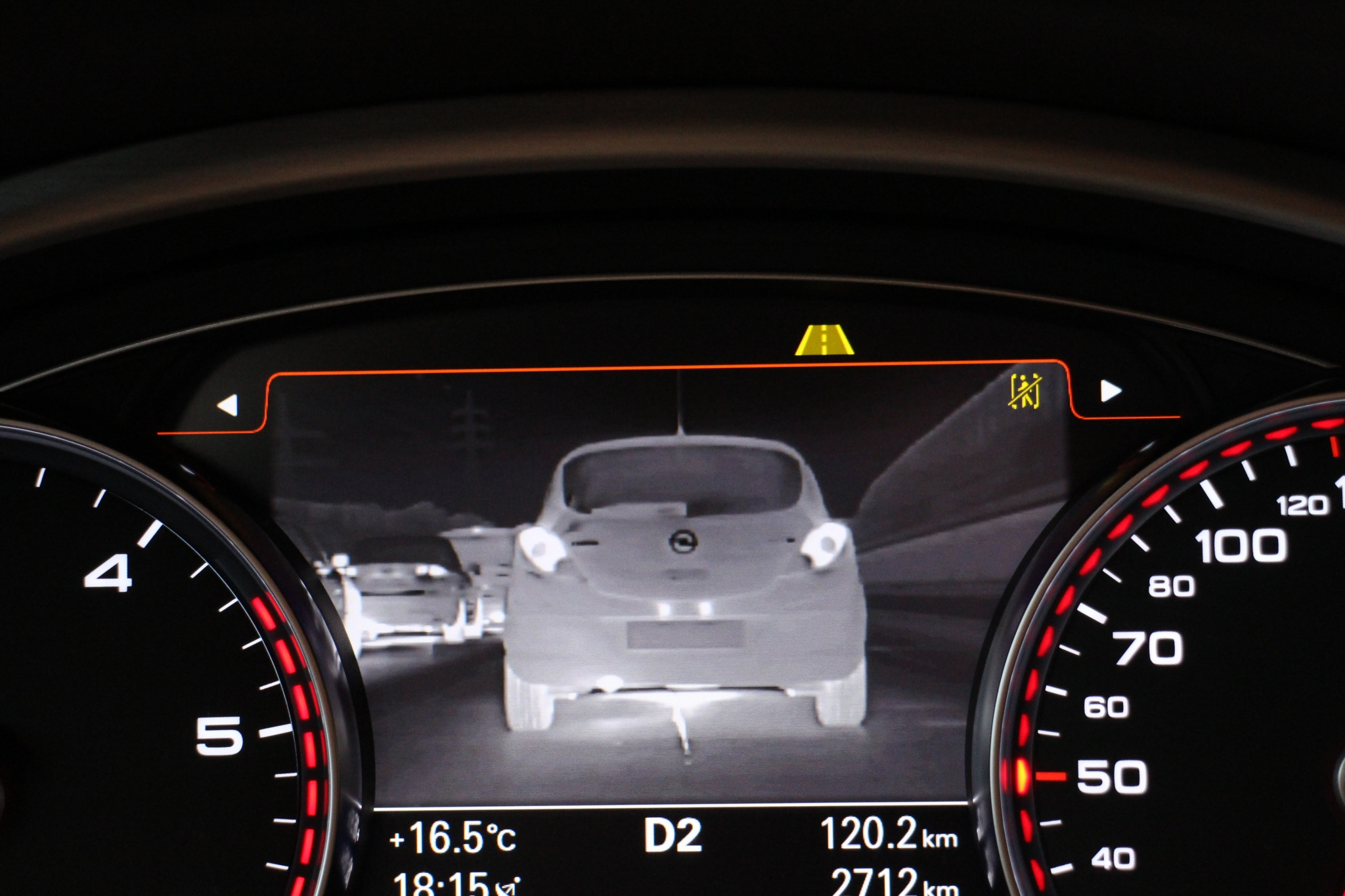
Nachtsicht-Assistent des A8

### Technik und Innovation
Beim Audi A8 D4 bot Audi ein Paket verschiedener technischer Maßnahmen an. Diese sollen den Komfort des Fahrers im Fahrzeug steigern, eine ausreichende Sicherheit gewährleisten und den Kraftstoffverbrauch senken. Zu den Maßnahmen gehören:
- Vernetzung aller elektronisch gesteuerten Systeme durch FlexRay: Beispielsweise berücksichtigen der Abstandsregeltempomat und die adaptiven Scheinwerfer Informationen des Navigationssystems und der Kamera unter dem Rückspiegel. Dadurch kann das Autobahnlicht schon an der Auffahrt und das Kurvenlicht vor dem Erreichen der Kurve aktiviert werden. Das Licht wird auch an das jeweilige Land angepasst: Bei der Ankunft in Ländern mit Linksverkehr wird die entsprechende Leuchteinheitengruppe automatisch aktiviert, selbst wenn das Navigationssystem ausgeschaltet ist.[10]
- Der A8 wird mit Audi MMI, inklusive eines mobilen Breitband-Internetzugangs angeboten, mit UMTS-Technologie[11] ebenso wie 3D-Navigation mit Google-Earth-Unterstützung.[12]
- Adaptiver Fernlichtassistent: eine Kamera erkennt nachts entgegenkommende oder vorausfahrende Fahrzeuge und regelt das Fernlicht und die Leuchtweite gleitend.[13]
- Spurhalteassistent (Audi lane assist)
- Spurwechselassistent (Audi side assist)
- Nachtsicht-Assistent mit Fußgänger-Erkennung
- Geschwindigkeitslimit-Assistent
- Abstandsregeltempomat (adaptive cruise control) mit Stop-&-Go-Funktion (0–250 km/h) inklusive automatischer Notbremsung (Audi pre sense): Nutzt mehrere Radarsensoren, eine Videokamera (erstmals bei einem deutschen Hersteller[14]) und die Sensoren der Einparkhilfe. Im zähfließenden Verkehr oder im Stau regelt es das Abbremsen und das Anfahren. In Verbindung mit den Radarsensoren des Spurwechselassistenten wird in Situationen, bei denen eine Kollision unvermeidlich ist, eine autonome Vollverzögerung eingeleitet, um die Stärke des Aufpralls so weit wie möglich zu verringern.
- Einpark-Assistent
- Das achtstufige Tiptronic-Automatikgetriebe mit der sogenannten Shift-by-wire-Technologie
- Eine Dynamiklenkung für ein präziseres Lenkgefühl
- Die „Adaptive Air Suspension“[15] genannte Luftfederung zählt zur Serienausstattung.
- Eine Karosserie aus Aluminium, Audi Space Frame genannt, zur Reduktion des Gewichts und Kraftstoffverbrauchs.
- Durch das optional erhältliche quattro mit Sportdifferenzial an der Hinterachse kann die Leistung beim Anlenken oder beim Beschleunigen in einer Kurve gezielt zum kurvenäußeren Hinterrad gelenkt werden, wodurch das Auto von der Antriebskraft in die Kurve hineingedrückt wird und dem Winkel der Vorderräder folgt.
- Das serienmäßig erhältliche Audi drive select, ein System, das es erlaubt, einige Fahrdynamikregelsysteme elektronisch zu beeinflussen.
- Optionale energiesparende LED-Scheinwerfer, die Abblendlicht, Fernlicht, Tagfahrlicht, Blinklicht und statisches Abbiegelicht enthalten. Ab 110 km/h wird die Reichweite von der Autobahn-Funktion erhöht.

## Modellpflege
Beim 2013 vorgestellten Facelift wurden die Motorhaube, der Singleframe-Grill und der Frontstoßfänger leicht verändert. Die Unterkante der Scheinwerfereinheiten verlief ab dann gerade. Am Heck sind die LED-Leuchten flacher geworden. Der neu gezeichnete Stoßfänger schließt bei allen Motorisierungen bis auf den S8 zwei rautenförmige Endrohre ein. Neue Chromleisten und hochglänzend schwarze Fensterrahmen runden die Design-Differenzierungen ab.
Der A8 verfügte nun optional über die neuartige LED-Technologie Matrix LED in den Frontscheinwerfern. Das Abblenden soll damit nur noch partiell geschehen, der Rest des Sichtfeldes soll immer taghell ausgeleuchtet sein (Blendfreies Fernlicht).
Auch die Blinker wurden überarbeitet. In den verbesserten Scheinwerfern, so die Ingolstädter, liegen je 18 Leuchtdioden in einem Streifen nebeneinander, in sieben Blöcke unterteilt. In den Heckleuchten ermöglichen je 24 LED in acht Segmenten das Blinklicht mit dynamisierter Anzeige.

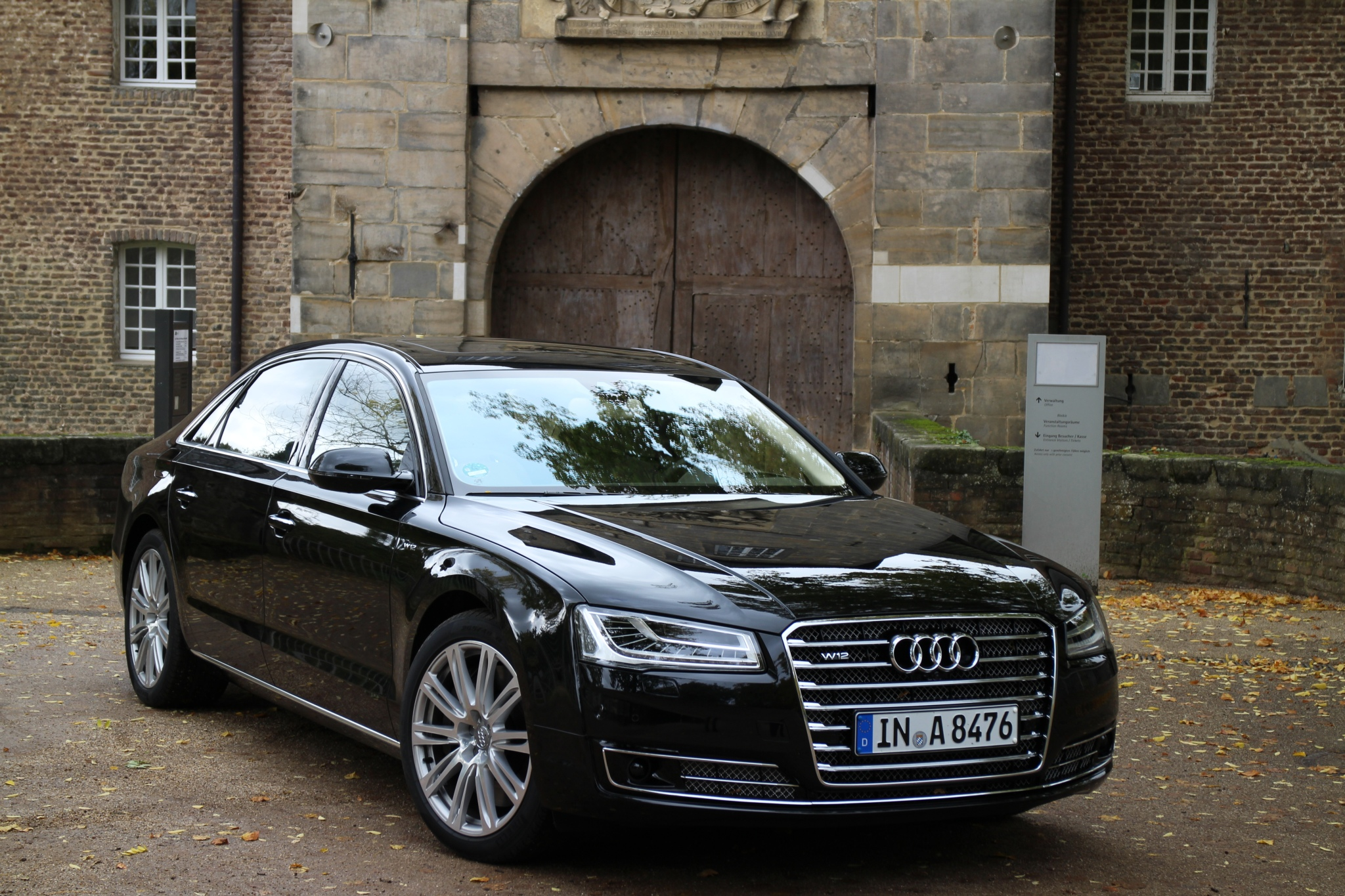
Audi A8 (2013–2017)
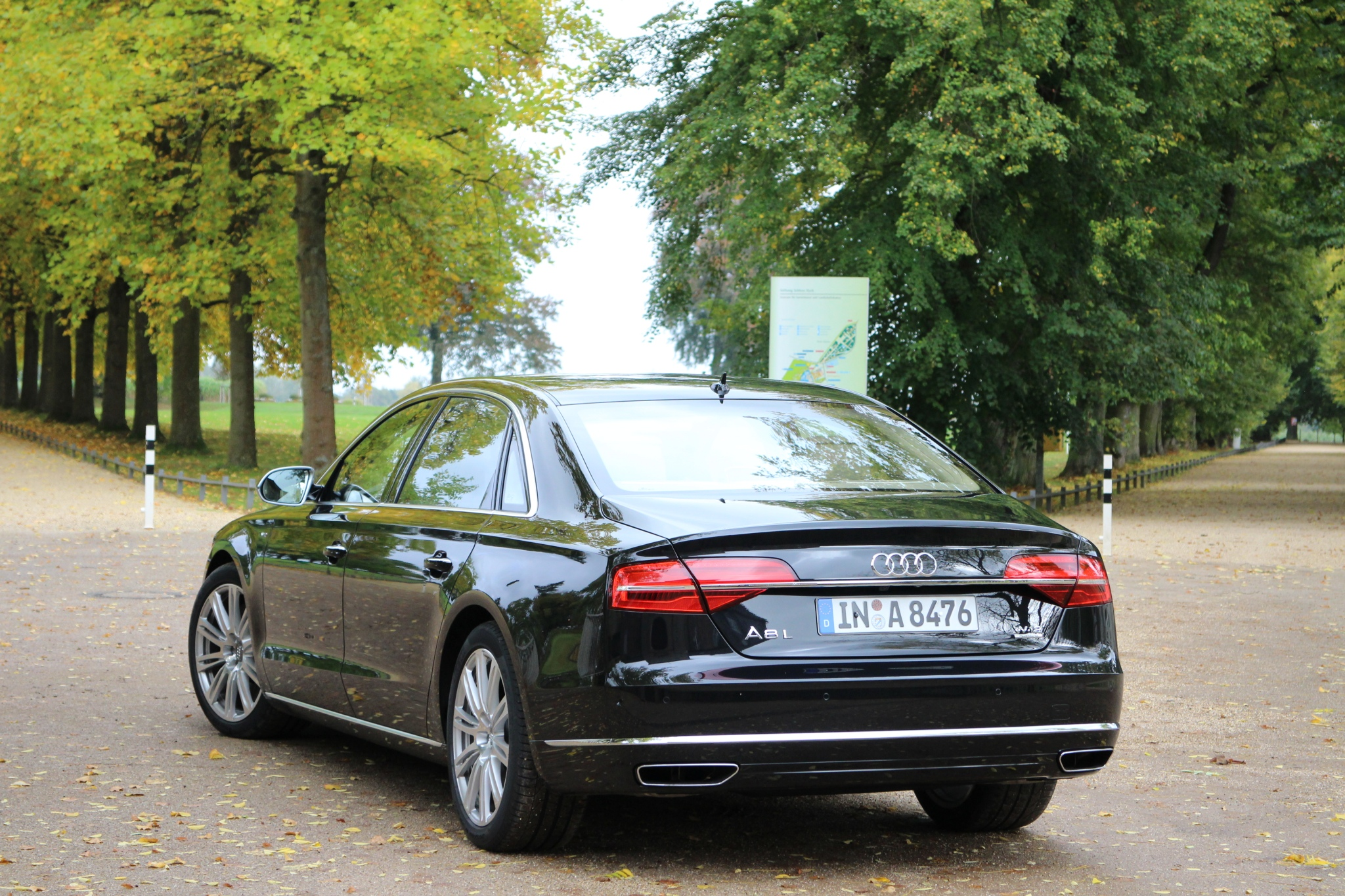
Heckansicht
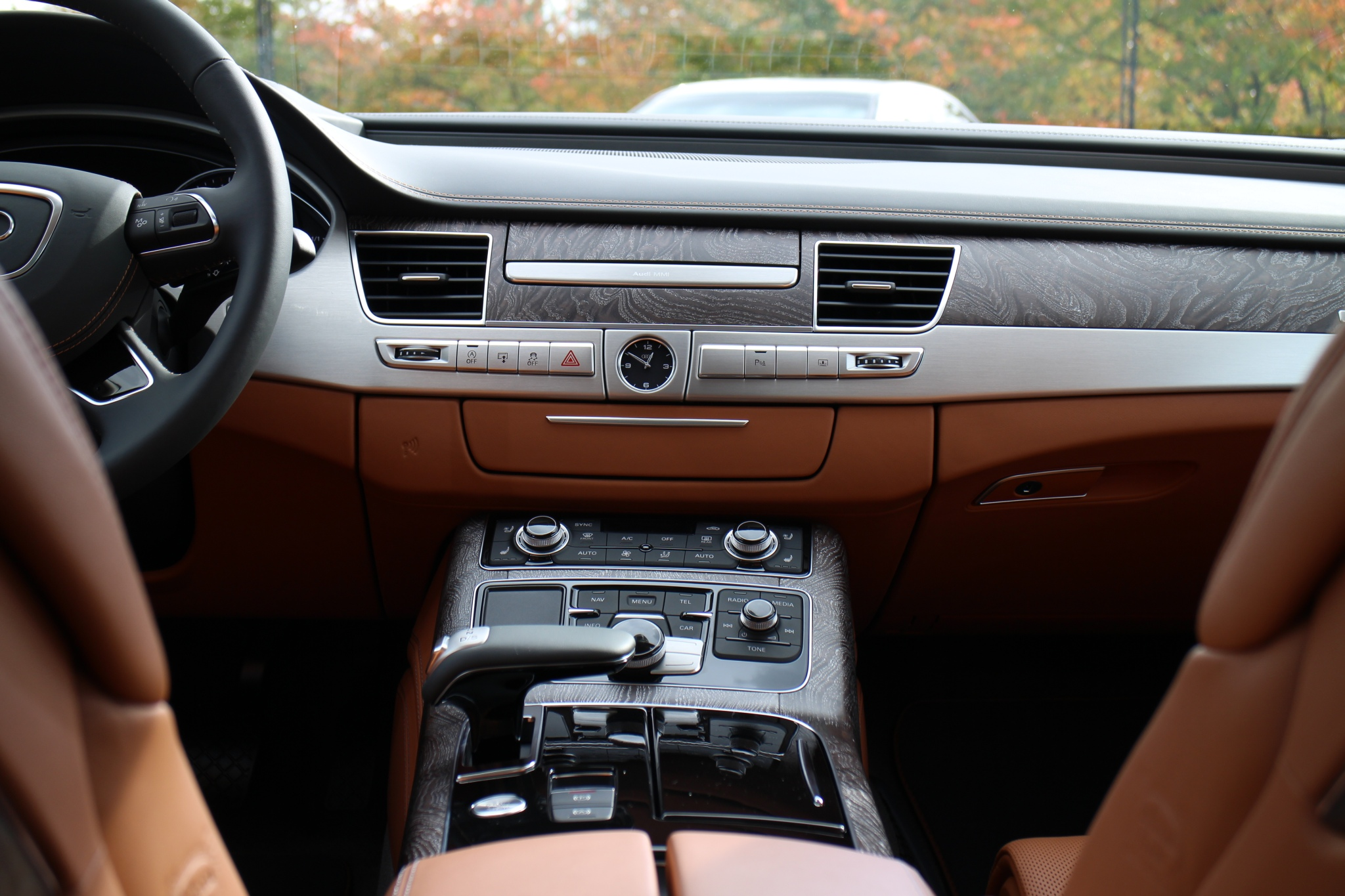
Innenraum
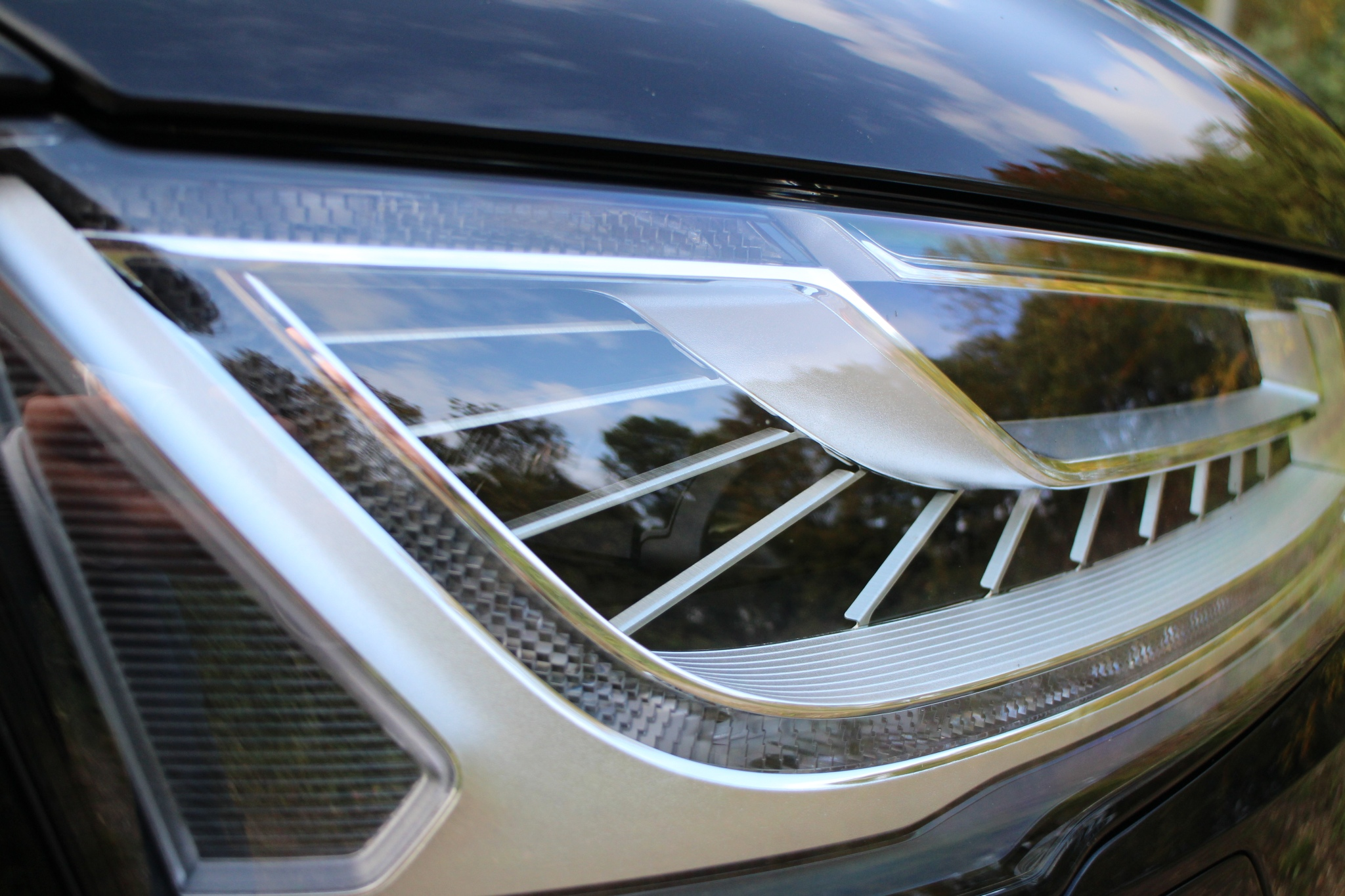
Neue LED-Scheinwerfertechnik „Matrixbeam“
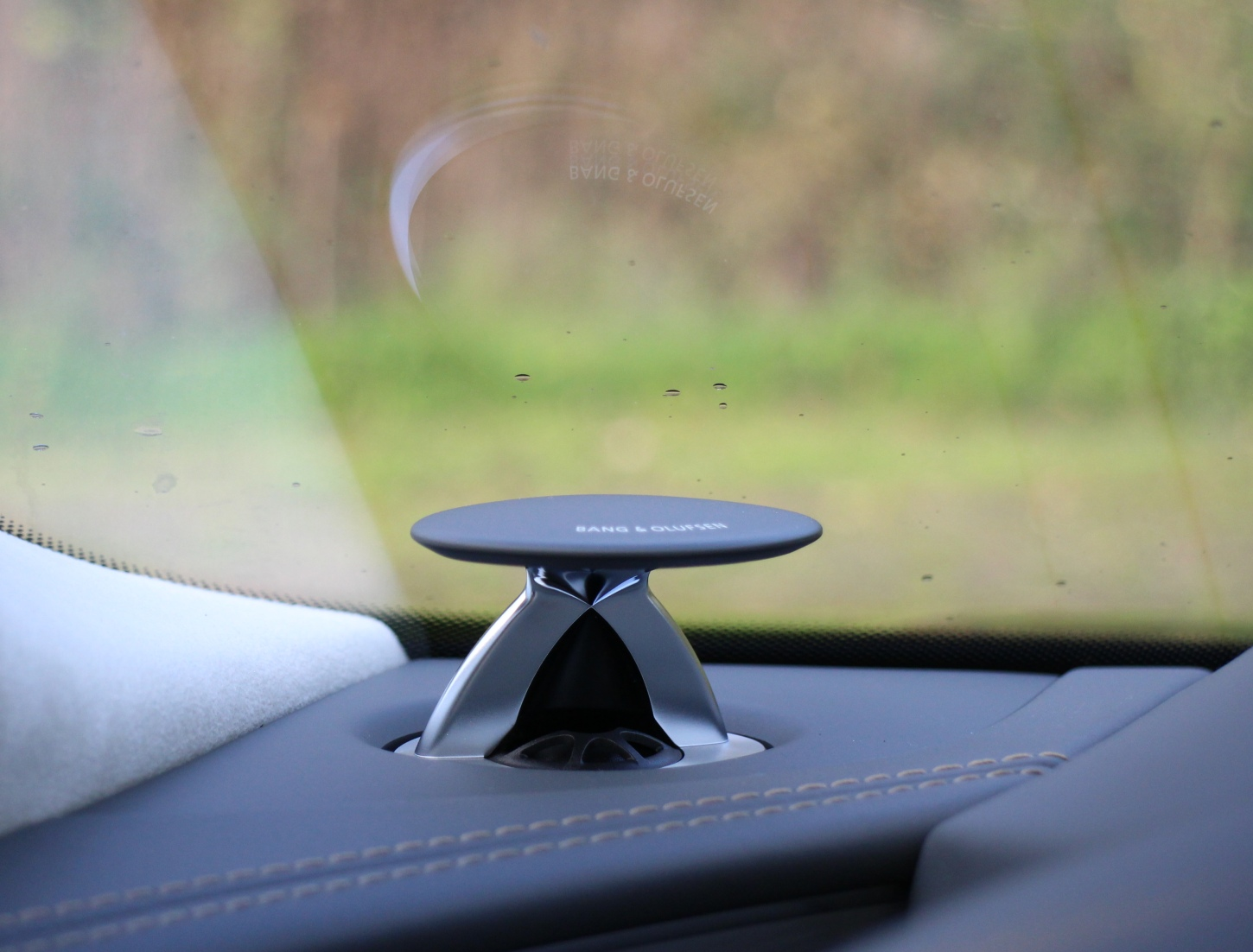
B&O Hochtonlautsprecher des Advanced Sound System

## Motoren
Zu Beginn wurden zwei Motorenvarianten angeboten: je ein 4,2-l-V8-Motor als Otto- und Turbodieselmotor. Da die Konkurrenz in der Oberklasse für diese Leistungsklasse inzwischen auf sparsamere V6-Biturbo-Motoren setzt, war der V8-Dieselmotor der letzte seiner Art in dieser Klasse. Später folgte ein 3-l-V6-Ottomotor mit Kompressoraufladung.
Die Ottomotor-Basisversion des Audi A8 mit dem 2,8-l-Sechszylindermotor mit Benzindirekteinspritzung (FSI) kam 2010 mit Vorderradantrieb und einem CVT-Getriebe (Multitronic).
Ab Ende 2010 waren auch ein V6-Diesel- und ein W12-Ottomotor sowie eine Langversion verfügbar.
Des Weiteren war ab August 2011 eine Einstiegsversion mit Frontantrieb und einem modifizierten 3,0-l-Dieselmotor (TDI) mit einer maximalen Leistung von 150 kW (204 PS) und 6,0 Liter auf 100 Kilometern Normverbrauch verfügbar.
Das Modell Audi S8 hat, wie die beiden Sportmodelle S6 C7 und S7 C7 von Audi, einen 4,0-l-V8-Motor mit Biturboaufladung, der im S8 eine maximale Leistung von 382 kW (520 PS) und ein maximales Drehmoment von 650 Nm bereitstellt, anstatt der maximale Leistung von 309 kW (420 PS) und dem maximalen Drehmoment von 550 Nm wie in den beiden anderen Modellen.
Der Audi S8 soll von 0 auf 100 km/h in 4,1 Sekunden beschleunigen. Außerdem war ab 2015 der S8 Plus mit einem auf eine maximale Leistung von 445 kW (605 PS) und auf ein maximales Drehmoment von 750 Nm gesteigerten Motor erhältlich. Dieser wiederum beschleunigt von 0 auf 100 km/h in 3,8 Sekunden.
Dieser Motor verfügt über Zylinderabschaltung (auch bei S6 und S7 der Fall), das heißt, im Teillastbereich werden nur vier von den insgesamt acht Zylindern genutzt. Das trägt zum effizienteren Verhalten bei.
Ab April 2012 war der Audi A8 auch mit Hybridantrieb erhältlich. In dieser Version wurde der A8 erstmals mit einem nur zwei Liter großen Vierzylindermotor ausgerüstet.
Im Spätsommer 2013 wurden neben der Optik auch die Motoren modifiziert.
So leistete der turbogeladene 3,0-l-Ottomotor mit Benzindirekteinspritzung (TFSI) nun maximal 228 kW (310 PS) und der Vierliter-Ottomotor maximal 320 kW (435 PS). Vom drei Liter großen Dieselmotor gab es jetzt auch eine Variante mit SCR-Katalysator (clean-Variante) mit anfangs maximal 184 kW, später 190 kW; ebenso vom 4,2-l-Dieselmotor (TDI), der über maximal 283 kW (385 PS) verfügt.

## Abgasskandal
Im Zuge des seit September 2015 andauernden Abgasskandals der Automobilindustrie gab Bundesverkehrsminister Alexander Dobrindt bekannt, dass das Modell A8 mit V6- und V8-Dieselmotor im Produktionszeitraum 2009 bis 2013 mit einer illegalen Abschalteinrichtung versehen war, die die Abgasnachbehandlung im Straßenbetrieb reduziert bzw. ganz abschaltet. Zusammen mit dem Modell A7 waren diese Abschalteinrichtungen in rund 24.000 Fahrzeugen verbaut worden. Audi gab als Grund für die erhöhten Stickoxidwerte einen technischen Fehler an und versprach eine Umrüstaktion.
Im November 2017 wurde bekannt, dass auch die V8-Dieselmotoren mit Euro-6-Norm (4.2 TDI) aus dem Zeitraum September 2013 bis August 2017 aufgrund von Abschalteinrichtungen in der Motorsoftware zurückgerufen werden müssen. Hiervon sind europaweit 5000 Fahrzeuge betroffen. Bereits im Sommer 2017 hatten Messungen der Deutschen Umwelthilfe ergeben, dass der A8 4.2 TDI das Fahrzeug mit dem größten Schadstoffausstoß ist, im Test wurden bis zu 1938 mg NOX/km emittiert.
Am 10. Juni 2020 veröffentlichte KBA unter der KBA-Nummer 10.001 eine Konformitätsabweichung Antriebssteuerungssoftware, die sich in Untersuchung befindet für den Audi A8 4.2 TDI V8 Euro 5 MKB CDSB mit Getriebe AL951, Baujahr 2009–2014.
Betroffene Fahrzeuge (weltweit): 10908, vermutlich betroffene Fahrzeuge (Deutschland): 5442.

## Getriebe
Die Leistungsübertragung erfolgt über das achtstufige Tiptronic-Automatikgetriebe. Die Gangwahl erfolgt per Vortippen des Wählhebels, wonach dieser selbstständig wieder in seine Ausgangsposition zurückkehrt.
Mit der sogenannten Shift-by-wire-Technologie erfolgt die elektronische Übermittlung des Wählvorgangs. Dabei wird der Schaltbefehl an das Hauptsteuergerät des Autos weitergegeben, das dann die Gangwechsel über hydraulische Lamellenkupplungen ausführt. Daraus resultieren kurze Gangwechselzeiten, die zusammen mit niedrigen Fahrdrehzahlen für reduzierten Verbrauch und höheren Fahrkomfort sorgen. Beim Abstellen des Fahrzeugs wird die Parksperre automatisch eingelegt.

## Sondervarianten

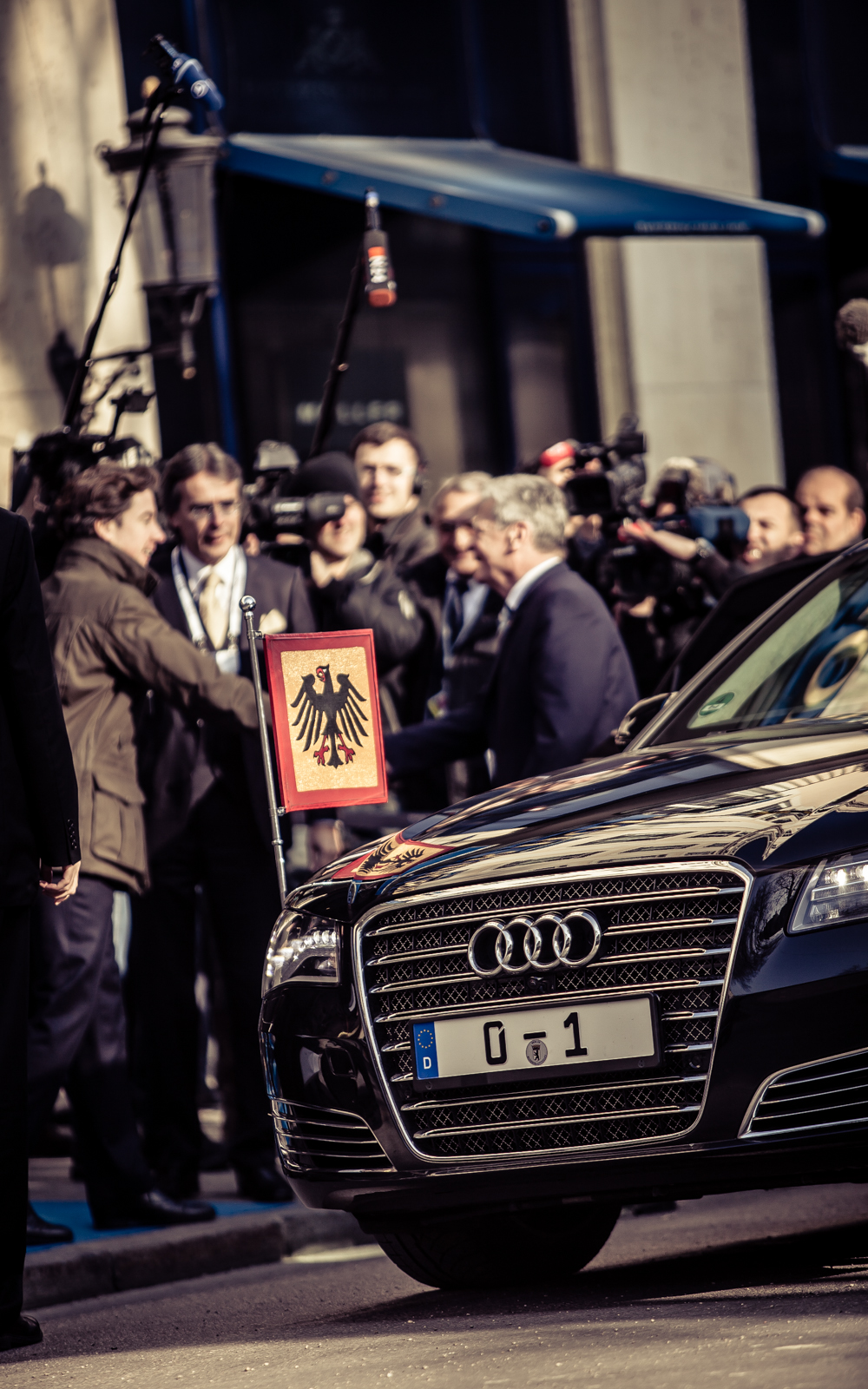
Sonderschutzfahrzeug des Bundespräsidenten

Basierend auf dem Audi A8 D4 wird das Sonderschutzfahrzeug A8 L Security auf Wunsch bis zur Schutzklasse VR9 angeboten.
Im Jahr 2016 baute Audi auf Kundenwunsch ein Einzelstück namens A8 L extended für das norwegische Königshaus. Dieses sechstürige Fahrzeug hat sechs Sitzplätze, 2418 kg Leergewicht, einen Radstand von 4,22 m und eine Länge von 6,36 m. Damit ist es 1,09 m länger als die Serienversion des A8 L. Der turbogeladene 3,0-l-Ottomotor mit Benzindirekteinspritzung und maximal 228 kW (310 PS) beschleunigt das Fahrzeug innerhalb von 7,1 Sekunden von 0 auf 100 km/h.

Auf Basis des Audi S8 wurde ein Prototypenfahrzeug für einen Audi RS8 mit ebenso einem 4,0-l-V8-Motor mit Biturboaufladung und einer maximalen Leistung von 382 kW aufgebaut. Es hat gegenüber dem Modell auf dem es basiert ein verändertes Design.

## Der A8 in der Öffentlichkeit und den Medien
In den Filmen Matrix Reloaded,Ronin, Transporter – The Mission, Transporter 3 und Transporter Refueled wurde jeweils ein Audi A8 oder S8 eingesetzt.
Gerhard Schröder setzte erstmals den Audi A8 als Staatskarosse ein, auch Angela Merkel nutzte einen A8.

## Technische Daten

### Ottomotoren
|                                              | hybrid (L)                  | 2.0 TFSI L (1)             | 2.5 FSI L (1)            | 3.0 TFSI (L)               | 3.0 TFSI (L)               | 3.0 TFSI L (1)             | 4.2 FSI (L)              | 4.0 TFSI (L)             | 4.0 TFSI (L)               | S8                       | S8 plus                    | 6.3 FSI L                |
| -------------------------------------------- | --------------------------- | -------------------------- | ------------------------ | -------------------------- | -------------------------- | -------------------------- | ------------------------ | ------------------------ | -------------------------- | ------------------------ | -------------------------- | ------------------------ |
| Bauzeitraum                                  | 04/2012– 09/2015            | 09/2016–01/2018            | 2012– 09/2017            | 06/2010– 08/2013           | 09/2013– 09/2017           | 2011– 09/2017              | 12/2009– 04/2012         | 04/2012– 08/2013         | 09/2013– 09/2017           | 04/2012– 09/2017         | 09/2015– 09/2017           | 01/2011– 09/2017         |
| Motorart                                     | Hybridantrieb               | Ottomotor                  | Ottomotor                | Ottomotor                  | Ottomotor                  | Ottomotor                  | Ottomotor                | Ottomotor                | Ottomotor                  | Ottomotor                | Ottomotor                  | Ottomotor                |
| Motorkennbuchstaben                          | CHJA                        | CYPA                       | CPAA, CVBA               | CAJA                       | CREA                       | CAKA, CCBA                 | CDRA                     | CEUA                     | CTGA                       | CGTA, CTFA               | DDTA                       | CEJA                     |
| Motorbaureihe                                | VW EA888                    | VW EA888                   |                          | VW EA837                   | VW EA837 evo               | VW EA837                   | VW EA824                 | VW EA824                 | VW EA824                   | VW EA824                 | VW EA824                   | VW EA398                 |
| Motorbauart                                  | Reihenbauart + Elektromotor | Reihenbauart               | V-Bauart                 | V-Bauart                   | V-Bauart                   | V-Bauart                   | V-Bauart                 | V-Bauart                 | V-Bauart                   | V-Bauart                 | V-Bauart                   | W-Bauart                 |
| Motoraufladung                               | Turbolader                  | Turbolader                 | —                        | Kompressor                 | Kompressor                 | Kompressor                 | —                        | Bi-Turbolader            | Bi-Turbolader              | Bi-Turbolader            | Bi-Turbolader              | —                        |
| Gemischaufbereitung                          | Benzindirekteinspritzung    | Benzindirekteinspritzung   | Benzindirekteinspritzung | Benzindirekteinspritzung   | Benzindirekteinspritzung   | Benzindirekteinspritzung   | Benzindirekteinspritzung | Benzindirekteinspritzung | Benzindirekteinspritzung   | Benzindirekteinspritzung | Benzindirekteinspritzung   | Benzindirekteinspritzung |
| Lastpunktverschiebung                        | —                           | —                          | —                        | —                          | —                          | —                          | —                        | —                        | Zylinderabschaltung        | Zylinderabschaltung      | Zylinderabschaltung        | Zylinderabschaltung      |
| Zylinder/Ventile                             | 4/16                        | 4/16                       | 6/24                     | 6/24                       | 6/24                       | 6/24                       | 8/32                     | 8/32                     | 8/32                       | 8/32                     | 8/32                       | 12/48                    |
| Hubraum                                      | 1984 cm³                    | 1984 cm³                   | 2498 cm³                 | 2995 cm³                   | 2995 cm³                   | 2995 cm³                   | 4163 cm³                 | 3993 cm³                 | 3993 cm³                   | 3993 cm³                 | 3993 cm³                   | 6299 cm³                 |
| max. Leistung bei min−1, Verbrennungsmotor   | 155 kW (211 PS)/ 4300–6000  | 185 kW (252 PS)/ 4900–5900 | 150 kW (204 PS)/ 6000    | 213 kW (290 PS)/ 4850–6500 | 228 kW (310 PS)/ 5200–6500 | 245 kW (333 PS)/ 5550–6500 | 273 kW (372 PS)/ 6800    | 309 kW (420 PS)/ 5000    | 320 kW (435 PS)/ 5100–6000 | 382 kW (520 PS)/ 6000    | 445 kW (605 PS)/ 6100–6800 | 368 kW (500 PS)/ 6200    |
| Peakleistung, Elektromotor                   | 40 kW                       | —                          | —                        | —                          | —                          | —                          | —                        | —                        | —                          | —                        | —                          | —                        |
| Systemleistung                               | 180 kW (245 PS)             | —                          | —                        | —                          | —                          | —                          | —                        | —                        | —                          | —                        | —                          | —                        |
| max. Drehmoment bei min−1, Verbrennungsmotor | 350 Nm/ 1500–4200           | 370 Nm/ 1600–4700          | 250 Nm/ 3000–4750        | 420 Nm/ 2500–4850          | 440 Nm/ 2900–4750          | 440 Nm/ 2900–5300          | 445 Nm/ 3500             | 600 Nm/ 1500–4500        | 600 Nm/ 1500–5000          | 650 Nm/ 1700–5500        | 750 Nm/ 2500–5500          | 625 Nm/ 4750             |
| Peakdrehmoment, Elektromotor                 | 210 Nm                      | —                          | —                        | —                          | —                          | —                          | —                        | —                        | —                          | —                        | —                          | —                        |
| Systemdrehmoment                             | 480 Nm                      | —                          | —                        | —                          | —                          | —                          | —                        | —                        | —                          | —                        | —                          | —                        |
| Antriebsart, Serie                           | Vorderradantrieb            | Allradantrieb              | Vorderradantrieb         | Allradantrieb              | Allradantrieb              | Allradantrieb              | Allradantrieb            | Allradantrieb            | Allradantrieb              | Allradantrieb            | Allradantrieb              | Allradantrieb            |
| Getriebeart, Serie                           | 8-Gang-tiptronic            | 8-Gang-tiptronic           | 8-Gang-tiptronic         | 8-Gang-tiptronic           | 8-Gang-tiptronic           | 8-Gang-tiptronic           | 8-Gang-tiptronic         | 8-Gang-tiptronic         | 8-Gang-tiptronic           | 8-Gang-tiptronic         | 8-Gang-tiptronic           | 8-Gang-tiptronic         |
| Leergewicht                                  | 1945–1995 kg                | 1890 kg                    | 2005 kg                  | 1905–1955 kg               | 1905–1955 kg               | 2055 kg                    | 1910–1960 kg             | 1970–2020 kg             | 1995–2050 kg               | 2050–2065 kg             | 2065 kg                    | 2130–2150 kg             |
| max. Zuladung                                | 600–650 kg                  | k. A.                      | 500 kg                   | 650–690 kg                 | 650–690 kg                 | k. A.                      | 650–690 kg               | 650 kg                   | 650 kg                     | 600 kg                   | 600 kg                     | 600 kg                   |
| Beschleunigung, 0–100 km/h                   | 7,7–7,9 s                   | 7,2 s                      | 9,6 s                    | 6,1–6,2 s                  | 5,7–5,9 s                  | 6,0 s                      | 5,7–5,8 s                | 4,6–4,7 s                | 4,5–4,6 s                  | 4,1–4,2 s                | 3,8 s                      | 4,6–4,7 s                |
| Höchstgeschwindigkeit                        | 228–235 km/h                | 250 km/h (2)               | 237 km/h                 | 250 km/h (2)               | 250 km/h (2)               | 250 km/h (2)               | 250 km/h (2)             | 250 km/h (2)             | 250 km/h (2)               | 250 km/h (2)             | 305 km/h                   | 250 km/h (2)             |
| Kraftstoffverbrauch auf 100 km, kombiniert   | 6,2–6,4 l Super             | 8,0 l Super                | 8,8 l Super              | 8,8–9,3 l Super            | 7,8–7,9 l Super            | 8,1 l Super                | 9,5–9,7 l Super          | 9,4–9,5 l Super          | 9,1–9,2 l Super            | 9,6–10,1 l Super plus    | 10,0 l Super plus          | 11,3–12,4 l Super        |
| CO2-Emission                                 | 144–149 g/km                | k. A.                      | 211 g/km                 | 204–217 g/km               | 183–184 g/km               | k. A.                      | 219–224 g/km             | 219–221 g/km             | 213–216 g/km               | 225–235 g/km             | 231 g/km                   | 264–290 g/km             |
| Abgasnorm                                    | Euro 5 (3) / Euro 6         | k. A.                      | Euro 5                   | Euro 5                     | Euro 6                     | k. A.                      | Euro 5                   | Euro 5                   | Euro 6                     | Euro 5 (3) / Euro 6      | Euro 6                     | Euro 5 (3) / Euro 6      |

### Dieselmotoren
| Bauzeitraum                                | 08/2011–04/2013            | 06/2010–08/2013            | 09/2013–04/2015            | 04/2015–09/2017            | 04/2015–09/2017            | 12/2009–08/2013          | 09/2013–09/2017          |               |               |               |               |
| Motorkennbuchstaben                        | CLAB                       | CDTA                       | CTBA                       | CTBD                       | CTBD                       | CDSB                     | CTEC                     |               |               |               |               |
| Motorbaureihe                              | VW EA896G2                 | VW EA896G2                 | VW EA896G2                 | VW EA897 evo               | VW EA897 evo               | VW EA898                 | VW EA898                 |               |               |               |               |
| Motorart                                   | Dieselmotor                | Dieselmotor                | Dieselmotor                | Dieselmotor                | Dieselmotor                | Dieselmotor              | Dieselmotor              |               |               |               |               |
| Motorbauart                                | V-Bauart                   | V-Bauart                   | V-Bauart                   | V-Bauart                   | V-Bauart                   | V-Bauart                 | V-Bauart                 |               |               |               |               |
| Motoraufladung                             | Turbolader                 | Turbolader                 | Turbolader                 | Turbolader                 | Turbolader                 | Bi-Turbolader            | Bi-Turbolader            | Bi-Turbolader | Bi-Turbolader | Bi-Turbolader | Bi-Turbolader |
| Gemischaufbereitung                        | Common-Rail-Einspritzung   | Common-Rail-Einspritzung   | Common-Rail-Einspritzung   | Common-Rail-Einspritzung   | Common-Rail-Einspritzung   | Common-Rail-Einspritzung | Common-Rail-Einspritzung |               |               |               |               |
| Zylinder/Ventile                           | 6/24                       | 6/24                       | 6/24                       | 6/24                       | 6/24                       | 8/32                     | 8/32                     |               |               |               |               |
| Hubraum                                    | 2967 cm³                   | 2967 cm³                   | 2967 cm³                   | 2967 cm³                   | 2967 cm³                   | 4134 cm³                 | 4134 cm³                 |               |               |               |               |
| max. Leistung bei min−1                    | 150 kW (204 PS)/ 3750–4500 | 184 kW (250 PS)/ 4000–4500 | 190 kW (258 PS)/ 4000–4250 | 193 kW (262 PS)/ 4000–4250 | 193 kW (262 PS)/ 4000–4250 | 258 kW (351 PS)/ 4000    | 283 kW (385 PS)/ 3750    |               |               |               |               |
| max. Drehmoment bei min−1                  | 400 Nm/ 1250–3500          | 550 Nm/ 1500–3000          | 580 Nm/ 1750–2500          | 580 Nm/ 1750–2500          | 580 Nm/ 1750–2500          | 800 Nm/ 1750–2750        | 850 Nm/ 2000–2750        |               |               |               |               |
| Antriebsart, Serie                         | Vorderradantrieb           | Allradantrieb              | Allradantrieb              | Allradantrieb              | Allradantrieb              | Allradantrieb            | Allradantrieb            |               |               |               |               |
| Getriebeart, Serie                         | 8-Gang-tiptronic           | 8-Gang-tiptronic           | 8-Gang-tiptronic           | 8-Gang-tiptronic           | 8-Gang-tiptronic           | 8-Gang-tiptronic         | 8-Gang-tiptronic         |               |               |               |               |
| Leergewicht                                | 1870 kg                    | 1915–1965 kg               | 1955–2010 kg               | 1955–2010 kg               | 1955 kg                    | 2070–2120 kg             | 2115–2170 kg             |               |               |               |               |
| max. Zuladung                              | 710 kg                     | 650–730 kg                 | 650–690 kg                 | 650–690 kg                 | 690 kg                     | 590–665 kg               | 590–665 kg               |               |               |               |               |
| Beschleunigung, 0–100 km/h                 | 7,9 s                      | 6,1–6,2 s                  | 5,9–6,1 s                  | 5,9–6,1 s                  | 5,9 s                      | 5,5–5,6 s                | 4,7–4,9 s                |               |               |               |               |
| Höchstgeschwindigkeit                      | 235–239 km/h               | 250 km/h (1)               | 250 km/h (1)               | 250 km/h (1)               | 250 km/h (1)               | 250 km/h (1)             | 250 km/h (1)             |               |               |               |               |
| Kraftstoffverbrauch auf 100 km, kombiniert | 5,9–6,0 l Diesel           | 6,4–6,6 l Diesel           | 5,9–6,0 l Diesel           | 5,8–6,0 l Diesel           | 5,7 l Diesel               | 7,4–7,8 l Diesel         | 7,2–7,5 l Diesel         |               |               |               |               |
| CO2-Emission                               | 155–158 g/km               | 169–176 g/km               | 155–158 g/km               | 157–158 g/km               | 149 g/km                   | 195–204 g/km             | 189–197 g/km             |               |               |               |               |
| Abgasnachbehandlung, PM                    | Dieselrußpartikelfilter    | Dieselrußpartikelfilter    | Dieselrußpartikelfilter    | Dieselrußpartikelfilter    | Dieselrußpartikelfilter    | Dieselrußpartikelfilter  | Dieselrußpartikelfilter  |               |               |               |               |
| Abgasnorm                                  | Euro 5                     | Euro 5 / Euro 6 (2)        | Euro 6                     | Euro 6                     | Euro 6                     | Euro 5                   | Euro 6                   |               |               |               |               |